# Valenzuela (Córdoba)
Valenzuela ist eine Gemeinde mit 1.041 Einwohnern (Stand: 2024) in der Provinz Córdoba in Andalusien.

## Geographie
Die Gemeinde grenzt an Baena, Higuera de Calatrava, Porcuna und Santiago de Calatrava. Sie bildet einen Übergang zwischen der Campiña (Ackerland) Cordobas und der Provinz Jaén und stellt einen Zugang zum Valle del Guadalquivir dar.

## Geschichte
Der Ort wurde erstmals im Jahre 1252 unter dem Namen Valencihuela erwähnt. Am 10. September 1625 wurde der Ort zur Markgrafschaft erhoben.